# 1452
Năm 1452 là một năm nhuận bắt đầu vào ngày Thứ Bảy trong lịch Julius.

## Sinh
- 6 tháng 2 - Joana, Công chúa Bồ Đào Nha (mất 1490)
- 10 tháng 3 - Vua Ferdinand II của Aragon (mất 1516)
- 15 tháng 4 - Leonardo da Vinci, nghệ sĩ, nhà phát minh người Ý (mất 1519)
- 19 tháng 4 - Vua Frederick IV của Napoli (mất 1504)
- 10 tháng 7 - Vua James III của Scotland (mất 1488)
- 27 tháng 7 - Ludovico Sforza, Công tước Milan (mất 1508)
- 21 tháng 9 - Girolamo Savonarola, nhà cải cách và cai trị của Florence (mất 1498)
- 2 tháng 10 - Vua Richard III của Anh (mất 1485)
- 10 tháng 12 - Johannes Stöffler, nhà toán học người Đức (mất 1531)
- Vũ Kiệt - Trạng nguyên và nhà Thơ (m. ?)

## Mất
- Vương Thông (tướng nhà Minh) - tổng binh quân đội nhà Minh tại Giao Chỉ (tức Đại Việt trong thời gian bị sáp nhập vào Trung Quốc)